# Vincent Bueno
Vincent Bueno (Wenen, 10 december 1985) is een Oostenrijkse zanger.

## Biografie
Eind 2019 werd hij door de ORF intern geselecteerd om Oostenrijk te vertegenwoordigen op het Eurovisiesongfestival 2020, dat gehouden zou worden in Rotterdam. Het festival werd evenwel geannuleerd. Vervolgens werd hij door ORF voorgedragen om Oostenrijk alsnog te vertegenwoordigen op het Eurovisiesongfestival 2021, waar hij met Amen niet in de finale geraakte. Eerder nam Bueno al deel aan de Oostenrijkse preselectie voor het Eurovisiesongfestival 2016, en als backing vocalist van Nathan Trent aan het Eurovisiesongfestival 2017.
1957: Bob Martin · 
1958: Liane Augustin · 
1959: Ferry Graf · 
1960: Harry Winter · 
1961: Jimmy Makulis · 
1962: Eleonore Schwarz · 
1963: Carmela Corren · 
1964: Udo Jürgens · 
1965: Udo Jürgens · 
1966: Udo Jürgens · 
1967: Peter Horton · 
1968: Karel Gott · 
1971: Marianne Mendt · 
1972: Milestones · 
1976: Waterloo & Robinson · 
1977: Schmetterlinge · 
1978: Springtime · 
1979: Christina Simon · 
1980: Blue Danube · 
1981: Marty Brem · 
1982: Mess · 
1983: Westend · 
1984: Anita · 
1985: Gary Lux · 
1986: Timna Brauer · 
1987: Gary Lux · 
1988: Wilfried · 
1989: Thomas Forstner · 
1990: Simone · 
1991: Thomas Forstner · 
1992: Tony Wegas · 
1993: Tony Wegas · 
1994: Petra Frey · 
1995: Stella Jones · 
1996: George Nussbaumer · 
1997: Bettina Soriat · 
1999: Bobbie Singer · 
2000: The Rounder Girls · 
2002: Manuel Ortega · 
2003: Alf Poier · 
2004: Tie Break · 
2005: Global Kryner · 
2007: Eric Papilaya · 
2011: Nadine Beiler · 
2012: Trackshittaz · 
2013: Natália Kelly · 
2014: Conchita Wurst · 
2015: The Makemakes · 
2016: Zoë · 
2017: Nathan Trent · 
2018: Cesár Sampson · 
2019: PÆNDA · 
2021: Vincent Bueno · 
2022: LUM!X feat. Pia Maria · 
2023: Teya & Salena · 
2024: Kaleen · 
2025: JJ
- Gemeinsame Normdatei: 1201809800
- International Standard Name Identifier: 0000 0004 6703 1135
- MusicBrainz: cb29371f-e5d8-407c-80c8-b201537f9f00
- Virtual International Authority File: 5323157704212344440003